# Lingua malayālaṃ
La lingua malayālaṃ (മലയാളം malayāḷaṁ) è una lingua dravidica meridionale parlata in India, principalmente nello stato federato del Kerala.
Al 2022, è parlata da 37,2 milioni di parlanti totali.

## Distribuzione geografica
Il malayalam è diffuso principalmente in India, dove nel 2001 sono stati censiti circa 33 milioni di locutori, di cui quasi 31 milioni nel Kerala. A questi vanno aggiunti i parlanti emigrati all'estero; secondo Ethnologue la lingua è attestata in Bahrein, Canada, Emirati Arabi Uniti, Figi, Israele, Malaysia, Qatar, Regno Unito, Singapore (10.000 locutori) e Stati Uniti d'America. Nel 2019, i parlanti sono cresciuti a 37,1 (contando solo quelli madrelingua), per poi arrivare a 37,2 nel 2022.
Un madrelingua malayalam è chiamato Malayalee, oppure Keraleeyan, Keralite, Mallu, o ancora Malabari.

## Lingua ufficiale
È una delle 22 lingue ufficialmente riconosciute dall'allegato VIII della Costituzione dell'India.
È la lingua ufficiale dello stato indiano del Kerala, Laccadive, e del distretto di Mahe nel territorio di Pondicherry.

## Classificazione
La lingua appartiene alla famiglia delle lingue dravidiche.
Insieme al tamil, toda, kota, kodava takk e al kannada, il malayalam appartiene al gruppo meridionale delle lingue dravidiche.

## Storia
Sia la lingua che la sua scrittura sono molto simili al tamil. La sua affinità al tamil è notevole: infatti, il proto-tamil-malayalam sembra si sia diversificato nelle attuali due lingue in un periodo di quattro o cinque secoli a partire dal nono secolo in poi. Il tamil, usato nell'istruzione e nell'amministrazione, ha influito notevolmente sullo sviluppo iniziale del malayalam. Successivamente, l'influenza dei nambuthiri (o bramini del Kerala), il commercio con gli arabi e la conquista del Kerala da parte dei portoghesi hanno indotto l'assimilazione nel malayalam di diversi elementi delle lingue romanze, semitiche e indoarie.

## Sistema di scrittura
Il malayalam ha un sistema di scrittura proprio, di tipo abugida, specificamente di famiglia brahmica, chiamato Malayāḷalipi.